# Konstantin Dimitrov
Konstantin Dimitrov (Bulgaars: Константин Димитров) (Samokov, 21 november 1973 - Amsterdam, 6 december 2003), alias Samokovetsa (Bulgaars: Самоковеца) was een Bulgaarse crimineel. Dimitrov was een van de grootste figuren in de drugshandel op de Balkan, samen met Mehrad "Speedy" Rafati en Sreten Jocić.

## Jeugd
Dimitrov werd op 21 november 1970 geboren in de Bulgaarse stad Samokov. Op 16-jarige leeftijd werkte hij als lijfwacht in een hotel in Borovets, Bulgarije. Hij volgde de opleiding Bestuurskunde en behaalde later zijn diploma.

## Carrière
Volgens de Bulgaars media was Dimitrov een van de grootste drugsdealers en -smokkelaars in Bulgarije. Hij beweerde echter zijn rijkdom te hebben vergaard door handel in landbouwproducten, zoals aardappelen en tarwe. In 2001 declareerde hij een winstbelasting van ongeveer 2 miljoen leva uit de activiteiten van zijn in Bulgarije gevestigde bedrijven. Hij bezat ook verschillende bedrijven in Groot-Brittannië met een jaarlijkse winst van £200.000 per stuk. Hij bezat een hotel, verschillende appartementen en huizen in de Bulgaarse resorts Borovets en Bistritsa.

## Dood
Op 6 december 2003 werd de 33-jarige Dimitrov doodgeschoten op de Dam in Amsterdam. Ten tijde van zijn moord was hij samen met het Bulgaarse model Tsetsi Krassimirova. De 37-jarige schutter Erwin V. werd achtervolgd door omstanders en later opgepakt in een café. In 2009 is de opdrachtgever voor de moord, de destijds 30-jarige Vassil Kachikov, in Sliven gearresteerd.